# Дарбазі (Болніський муніципалітет)
Дарбазі (груз. დარბაზი) — село в Грузії.
За даними перепису населення 2014 року в селі проживає 1604 особи.